# Айдаровское сельское поселение (Татарстан)
Айдаровское сельское поселение — сельское поселение в Тюлячинском районе Республики Татарстан. Административным центром Айдаровского сельского поселения является деревня Айдарово.

## Состав поселения
В состав Айдаровского сельского поселения входят 3 населённых пункта:
- Деревня Айдарово (Айдар)
- Село Субаш
- Деревня Гороховое Поле (Борчаклы яз)

## Население
| 2010 | 2011 | 2012 | 2013 | 2014 | 2015 | 2016 |
| ---- | ---- | ---- | ---- | ---- | ---- | ---- |
| 593  | →593 | ↘587 | ↘570 | ↘554 | ↘540 | ↘530 |
| 2017 | 2018 |      |      |      |      |      |
| ↘528 | ↘515 |      |      |      |      |      |